# 大连海洋大学
大连海洋大学（英語：Dalian Ocean University，缩写：DLOU）是一所位于中国辽宁省大连市的一所以海洋和水产学科为特色的公立本科大学。学校原为中华人民共和国农业部直属的高等学校，现为辽宁省与国家海洋局共建大学，现设有三个校区，分别为黄海校区（即黑石礁校区）、渤海校区（即大黑石校区）、瓦房店校区。
该校前身为创建于1952年的东北水产技术学校，历经多次改制變遷後於2010年易今名。并逐渐形成了較為齊全的學科門類。

## 历史沿革
1949年，中华人民共和国成立后，中央人民政府开始采取各项措施以促进国民经济恢复发展，并曾召开第一次、第二次全国渔业会议，期间，政府明确提出在全国各地筹建教授水产科学的中、高级学校，以培养水产专门技术人才及各级干部，发展水产事业。东北水产技术学校由此成立，并于1952年9月3日开始招生。翌年，学校更名为大连水产学校。
1958年，学校由中专升格为大学专科层次的大连水产专科学校。
1978年，中华人民共和国国务院同意将大连水产专科学校升格为本科层次的大连水产学院。
2000年，大连水产学院由农业部划转辽宁省管理。
2010年，中华人民共和国教育部同意学校更名为大连海洋大学。

## 校园
学校占地面积1170亩。学校现在普湾新区筹备建设新校区，新校区在理论上可以满足一般大学的需求。
学校现设有17个院系、2个教学部（中心）、1个分教学区（水产与生命学院、海洋科技与环境学院、食品科学与工程学院、机械与动力工程学院、海洋与土木工程学院、航海与船舶工程学院、信息工程学院、经济管理学院、理学院、外国语学院、法学院（海警学院）、艺术与传媒学院、研究生学院、国际教育学院、马克思主义学院、思想政治理论课教学研究部、体育教学研究部、职业技术学院、继续教育学院、教育技术和信息中心）；有 11个一级学科硕士学位授权点和 30 个二级学科硕士学位授权点；有 46个本科专业及 32 个高职专业。学校现有全日制在校生14000余人。